# 200 mètres nage libre masculin aux Jeux olympiques d'été de 2012
Navigation
Pékin 2008 Rio de Janeiro 2016
L'épreuve de 200 m nage libre hommes des Jeux olympiques d'été de 2012 a lieu le 29 et le 30 juillet au London Aquatics Centre.

## Qualification
Pour participer à cette épreuve, les temps de qualification étaient de 1 min 47 s 82 pour le temps de qualification olympique (TQO) et de 1 min 51 s 59 pour le temps de sélection olympique (TSO) qui devaient être effectués entre le 1er mars 2011 et le 18 juin 2012. Un comité national olympique (CNO) pouvait inscrire 2 nageurs s'ils faisaient le TQO et 1 nageur s'il effectuait le TSO. Les CNO pouvaient inscrire des nageurs indépendamment du temps (1 nageur par sexe sur l'ensemble des épreuves) s'ils n'avaient pas de nageurs qui avaient réussi les temps de qualification nécessaires.

## Records
Avant cette compétition, les records dans cette discipline étaient les suivants :
| Record du monde  | 1 min 42 s 00 | Paul Biedermann | Allemagne  | 28 juillet 2009 | Rome (Italie) | ,     |
| Record olympique | 1 min 42 s 96 | Michael Phelps  | États-Unis | 12 août 2008    | Pékin (Chine) | [ 4 ] |

## Médaillés
| Or            | Argent        | Argent   |
| Yannick Agnel | Park Tae-hwan | Sun Yang |

## Résultats

### Finale (30 juillet au soir)
| Rang | Ligne | Nom                  | Nationalité     | Temps         | Notes |
| ---- | ----- | -------------------- | --------------- | ------------- | ----- |
| 1    | 5     | Yannick Agnel        | France          | 1 min 43 s 14 |       |
| 2    | 3     | Park Tae-Hwan        | Corée du Sud    | 1 min 44 s 93 |       |
| 2    | 4     | Sun Yang             | Chine           | 1 min 44 s 93 |       |
| 4    | 2     | Ryan Lochte          | États-Unis      | 1 min 45 s 05 |       |
| 5    | 6     | Paul Biedermann      | Allemagne       | 1 min 45 s 53 |       |
| 6    | 1     | Robbie Renwick       | Grande-Bretagne | 1 min 46 s 53 |       |
| 7    | 8     | Thomas Fraser-Holmes | Australie       | 1 min 46 s 93 |       |
| 8    | 7     | Danila Izotov        | Russie          | 1 min 47 s 75 |       |

Nota : Sun Yang et Park Tae-Hwan ayant réalisé le même temps, ils sont tous deux médaillés d'argent.

### Demi-finales (29 juillet au soir)

#### Demi-finales 1
| Rang | Ligne | Nom              | Nationalité     | Temps         | Notes |
| ---- | ----- | ---------------- | --------------- | ------------- | ----- |
| 1    | 2     | Paul Biedermann  | Allemagne       | 1 min 46 s 10 | Q     |
| 2    | 4     | Ryan Lochte      | États-Unis      | 1 min 46 s 31 | Q     |
| 3    | 3     | Robbie Renwick   | Grande-Bretagne | 1 min 46 s 65 | Q     |
| 3    | 5     | Danila Izotov    | Russie          | 1 min 46 s 65 | Q     |
| 5    | 6     | Ricky Berens     | États-Unis      | 1 min 46 s 87 |       |
| 6    | 1     | Brett Fraser     | Îles Caïmans    | 1 min 47 s 01 |       |
| 7    | 7     | Grégory Mallet   | France          | 1 min 47 s 56 |       |
| 8    | 8     | Dominik Meichtry | Suisse          | 1 min 48 s 25 |       |

#### Demi-finales 2
| Rang | Ligne | Nom                   | Nationalité  | Temps         | Notes |
| ---- | ----- | --------------------- | ------------ | ------------- | ----- |
| 1    | 4     | Sun Yang              | Chine        | 1 min 45 s 61 | Q     |
| 2    | 5     | Yannick Agnel         | France       | 1 min 45 s 84 | Q     |
| 3    | 3     | Park Tae-Hwan         | Corée du Sud | 1 min 46 s 02 | Q     |
| 4    | 1     | Thomas Fraser-Holmes  | Australie    | 1 min 46 s 80 | Q     |
| 5    | 2     | Dominik Kozma         | Hongrie      | 1 min 46 s 93 |       |
| 6    | 7     | Sebastiaan Verschuren | Pays-Bas     | 1 min 46 s 95 |       |
| 7    | 6     | Kenrick Monk          | Australie    | 1 min 47 s 38 |       |
| 8    | 8     | Artem Lobuzov         | Russie       | 1 min 48 s 26 |       |

### Séries (29 juillet le matin)
| Rang | Série | Ligne | Nom                      | Nationalité            | Temps         | Notes |
| ---- | ----- | ----- | ------------------------ | ---------------------- | ------------- | ----- |
| 1    | 5     | 5     | Sun Yang                 | Chine                  | 1 min 46 s 24 | Q     |
| 2    | 5     | 4     | Ryan Lochte              | États-Unis             | 1 min 46 s 45 | Q     |
| 3    | 6     | 4     | Yannick Agnel            | France                 | 1 min 46 s 60 | Q     |
| 4    | 4     | 5     | Danila Izotov            | Russie                 | 1 min 46 s 61 | Q     |
| 5    | 6     | 5     | Park Tae-Hwan            | Corée du Sud           | 1 min 46 s 79 | Q     |
| 6    | 4     | 2     | Robbie Renwick           | Grande-Bretagne        | 1 min 46 s 86 | Q     |
| 7    | 6     | 2     | Kenrick Monk             | Australie              | 1 min 46 s 94 | Q     |
| 8    | 5     | 3     | Ricky Berens             | États-Unis             | 1 min 47 s 07 | Q     |
| 9    | 5     | 7     | Dominik Kozma            | Hongrie                | 1 min 47 s 18 | Q     |
| 10   | 4     | 4     | Paul Biedermann          | Allemagne              | 1 min 47 s 27 | Q     |
| 11   | 6     | 3     | Sebastiaan Verschuren    | Pays-Bas               | 1 min 47 s 31 | Q     |
| 12   | 4     | 3     | Grégory Mallet           | France                 | 1 min 47 s 39 | Q     |
| 13   | 6     | 6     | Thomas Fraser-Holmes     | Australie              | 1 min 47 s 50 | Q     |
| 14   | 5     | 2     | Brett Fraser             | Îles Caïmans           | 1 min 47 s 74 | Q     |
| 15   | 6     | 7     | Artem Lobuzov            | Russie                 | 1 min 47 s 91 | Q     |
| 16   | 4     | 6     | Dominik Meichtry         | Suisse                 | 1 min 47 s 97 | Q     |
| 17   | 3     | 3     | Blake Worsley            | Canada                 | 1 min 48 s 14 |       |
| 18   | 6     | 1     | Matthew Stanley          | Nouvelle-Zélande       | 1 min 48 s 19 |       |
| 19   | 4     | 1     | Ieuan Lloyd              | Grande-Bretagne        | 1 min 48 s 52 |       |
| 20   | 6     | 8     | Shaune Fraser            | Îles Caïmans           | 1 min 48 s 53 |       |
| 21   | 3     | 4     | Nimrod Shapira Bar-Or    | Israël                 | 1 min 48 s 60 |       |
| 22   | 3     | 5     | Cristian Quintero Valero | Venezuela              | 1 min 48 s 71 |       |
| 23   | 5     | 6     | Li Yunqi                 | Chine                  | 1 min 48 s 72 |       |
| 24   | 4     | 7     | Clemens Rapp             | Allemagne              | 1 min 48 s 75 |       |
| 25   | 3     | 7     | Glenn Surgeloose         | Belgique               | 1 min 48 s 77 |       |
| 26   | 5     | 8     | Benjamin Hockin          | Paraguay               | 1 min 48 s 91 |       |
| 27   | 3     | 2     | David Brandl             | Autriche               | 1 min 49 s 00 |       |
| 27   | 5     | 1     | Dion Dreesens            | Pays-Bas               | 1 min 49 s 00 |       |
| 29   | 4     | 8     | Marco Belotti            | Italie                 | 1 min 49 s 14 |       |
| 30   | 3     | 6     | Ahmed Mathlouthi         | Tunisie                | 1 min 49 s 68 |       |
| 31   | 2     | 5     | Matias Koski             | Finlande               | 1 min 49 s 84 |       |
| 32   | 2     | 4     | Radovan Siljevski        | Serbie                 | 1 min 51 s 40 |       |
| 33   | 2     | 2     | Mario Montoya            | Costa Rica             | 1 min 51 s 66 |       |
| 34   | 2     | 3     | Sebastian Jahnsen Madico | Pérou                  | 1 min 52 s 36 |       |
| 35   | 3     | 8     | Tiago Venancio           | Portugal               | 1 min 52 s 36 |       |
| 36   | 2     | 6     | Jessie Lacuna            | Philippines            | 1 min 52 s 91 |       |
| 37   | 1     | 4     | Nicholas Schwab          | République dominicaine | 1 min 53 s 41 |       |
| 38   | 2     | 7     | Raul Martinez Colomer    | Porto Rico             | 1 min 54 s 23 |       |
| 39   | 1     | 5     | Gilles Marquet           | Maurice                | 1 min 58 s 91 |       |
| 40   | 1     | 3     | Anderson Lim             | Brunei                 | 2 min 02 s 26 |       |
|      | 3     | 1     | Mads Glæsner             | Danemark               | DNS           |       |